# Franciscus Lucas
Franciscus Lucas (Brugge, ca. 1548 - Sint-Omaars, 19 februari 1619), ook Lucas Brugensis, was een Zuid-Nederlands rooms-katholiek priester en Bijbelexegeet.

## Levensloop
Lucas studeerde in Leuven, werd tot priester gewijd en werd de secretaris van Jan Six, bisschop van Sint-Omaars (1581-1586). Na diens vroege overlijden, bleef hij wellicht in dienst van een paar van zijn opvolgers. In 1602 werd hij deken van deze stad.
Lucas was een theologisch exegeet en een geestelijk criticus. Zijn studie en onderzoek gaf aanleiding tot heel wat publicaties. Hij hield zich hoofdzakelijk bezig met Bijbelstudie en met de concordantie tussen de oorspronkelijke teksten en de vertalingen.
De Concordantiae Bibliorum Sacrorum Vulgatae Editionis is een belangrijke bijbelconcordantie, samengesteld door Franciscus Lucas Brugensis. Het werk werd voor het eerst uitgegeven in 1617 door de Officina Plantiniana in Antwerpen. Het had tot doel eerdere concordanties op de Latijnse Vulgaat te verbeteren en te corrigeren.

## Publicaties
- Biblia Sacra, 1574.
- Notationes in sacra Biblia, 1580.
- In obitum D. Johannes Six, episcopi Audomarpolitani, 1587.
- Romanae correctionis in latinis Bibliis editionis vulgatae, jussu Sixti V, 1603.
- In sacrosancta quatuor Jesu Christi Evangelia, 1606.
- Sermones diversisfidei mysteriis, 1610.
- In sacrosancta quatuor Jesu Christi evangelia, tomus tertius, 1612.
- In sacrosancta quatuor Jesu Christi evangelia, tomus quatuor et ultimus, 1615.
- Concordantiae Bibliorum sacrorum vulgatae editionis ad recognitionem jussu Sixti V, 1617.
- Libellus alter continens alias lectionum varietates in eisdem Bibliis latinis, 1619.